# Tarniwci
Tarniwci (ukr. Тарнівці) – wieś na Ukrainie. Należy do rejonu użhorodzkiego w obwodzie zakarpackim i liczy 853 mieszkańców.